# Gran Premio di San Marino 1995
Il Gran Premio di San Marino 1995 fu una gara di Formula 1, disputatasi il 30 aprile 1995 sull'Autodromo Enzo e Dino Ferrari. Fu la terza prova del mondiale 1995 e vide la vittoria di Damon Hill su Williams-Renault, seguito da Jean Alesi e da Gerhard Berger; quest'ultimo si aggiudica il 40° podio in carriera.

Le modifiche apportate al tracciato di Imola nel 1995, a seguito delle morti di Ratzenberger e di Senna, e dell'infortunio di Barrichello, avvenuti l'anno precedente.

## Qualifiche
| Pos                     | N  | Pilota                 | Costruttore/Motore | Tempo    | Gap    |
| ----------------------- | -- | ---------------------- | ------------------ | -------- | ------ |
| 1                       | 1  | Michael Schumacher     | Benetton-Renault   | 1:27.274 |        |
| 2                       | 28 | Gerhard Berger         | Ferrari            | 1:27.282 | +0.008 |
| 3                       | 6  | David Coulthard        | Williams-Renault   | 1:27.459 | +0.185 |
| 4                       | 5  | Damon Hill             | Williams-Renault   | 1:27.512 | +0.238 |
| 5                       | 27 | Jean Alesi             | Ferrari            | 1:27.813 | +0.539 |
| 6                       | 8  | Mika Häkkinen          | McLaren-Mercedes   | 1:28.343 | +1.069 |
| 7                       | 15 | Eddie Irvine           | Jordan-Peugeot     | 1:28.516 | +1.242 |
| 8                       | 2  | Johnny Herbert         | Benetton-Renault   | 1:29.350 | +2.076 |
| 9                       | 7  | Nigel Mansell          | McLaren-Mercedes   | 1:29.517 | +2.243 |
| 10                      | 14 | Rubens Barrichello     | Jordan-Peugeot     | 1:29.551 | +2.277 |
| 11                      | 9  | Gianni Morbidelli      | Footwork-Hart      | 1:29.582 | +2.308 |
| 12                      | 26 | Olivier Panis          | Ligier-Mugen-Honda | 1:30.760 | +3.486 |
| 13                      | 4  | Mika Salo              | Tyrrell-Yamaha     | 1:31.035 | +3.761 |
| 14                      | 30 | Heinz-Harald Frentzen  | Sauber-Ford        | 1:31.358 | +4.084 |
| 15                      | 3  | Ukyo Katayama          | Tyrrell-Yamaha     | 1:31.630 | +4.356 |
| 16                      | 25 | Aguri Suzuki           | Ligier-Mugen-Honda | 1:31.913 | +4.639 |
| 17                      | 12 | Jos Verstappen         | Simtek-Ford        | 1:32.156 | +4.882 |
| 18                      | 23 | Pierluigi Martini      | Minardi-Ford       | 1:32.445 | +5.171 |
| 19                      | 10 | Taki Inoue             | Footwork-Hart      | 1:32.710 | +5.436 |
| 20                      | 24 | Luca Badoer            | Minardi-Ford       | 1:33.071 | +5.797 |
| 21                      | 29 | Karl Wendlinger        | Sauber-Ford        | 1:33.494 | +6.220 |
| 22                      | 16 | Bertrand Gachot        | Pacific-Ford       | 1:33.892 | +6.618 |
| 23                      | 11 | Domenico Schiattarella | Simtek-Ford        | 1:33.965 | +6.691 |
| 24                      | 17 | Andrea Montermini      | Pacific-Ford       | 1:35.169 | +7.895 |
| 25                      | 22 | Roberto Moreno         | Forti-Ford         | 1:36.065 | +8.791 |
| 26                      | 21 | Pedro Diniz            | Forti-Ford         | 1:36.624 | +9.350 |
| Vetture non qualificate |    |                        |                    |          |        |
| 27                      | 19 | Christophe Bouchut     | Larrousse-Ford     | Forfait  |        |
| 28                      | 20 | Éric Bernard           | Larrousse-Ford     | Forfait  |        |

## Gara
Prima del via tutti i piloti si raccolgono in cerchio davanti al traguardo e osservano un minuto di silenzio in onore di Ayrton Senna e Roland Ratzenberger, deceduti nel corso dell'edizione precedente del GP. La gara comincia con un'incerta situazione meteo, che rende difficile l'elaborazione degli assetti e delle strategie; alla partenza sembra che la situazione volga verso l'asciutto, ma i primi sei piloti in griglia (più Barrichello, 10°) optano per le gomme rain, scelta che si rivelerà azzeccata. Dopo il semaforo verde Schumacher mantiene il comando e Berger conferma la seconda posizione, tenendo dietro tutti gli altri.
Incredibile il divario tra le gomme da bagnato e quelle da asciutto: 5 secondi al giro a vantaggio delle prime. Ciò permetterà ai piloti nelle prime posizioni di accumulare un vantaggio tale da consentirgli di andare ai box senza preoccuparsi degli inseguitori. Al 10º giro avviene il colpo di scena: Schumacher, leader della corsa, incappa in un clamoroso errore alla Piratella e urta violentemente la vettura contro le gomme. Il tedesco libera così la strada a Berger nell'esultanza generale del popolo imolese, che sente aria di doppietta. Nel frattempo, infatti, l'altro ferrarista Alesi sfrutta alla perfezione l’asfalto viscido per inanellare una serie di giri veloci che lo porteranno a insidiare Hill e Coulthard.
La lotta tra il francese e le Williams arriva fino allo scontro fisico tra la Ferrari numero 27 e la Williams numero 6, dove a rimetterci (con un leggero danno all’alettone anteriore, non riparato) sarà la vettura inglese. Nel corso del pit-stop l’alettone non verrà sostituito, ma proprio la sosta ai box giocherà un brutto scherzo allo scozzese, entrato insieme ad Alesi, visto che la fretta di uscire prima del transalpino lo porterà a superare il limite di velocità di 80 km/h imposto per il transito in pit-lane: si preannuncia una penalità per lui. Poco dopo fa il suo pit-stop Berger, che però spegne inspiegabilmente il suo V12: l'austriaco se ne accorge subito, alza l’indice per chiedere la messa in moto e sollecitare i meccanici a usare l’avviatore.
L'impresa riuscirà, ma nel frattempo le Williams e Alesi sono già passati. L’austriaco è quarto, ma riesce a tornare sul podio dopo lo stop & go inflitto a Coulthard. Tutti doppiati gli altri; completano la zona punti Häkkinen e Frentzen. Da segnalare, inoltre, una collisione tra Irvine e Mansell intorno a metà gara che costringe entrambi i piloti a una sosta ai box supplementare e impedisce loro di conseguire punti iridati. Barrichello invece, che avrebbe potuto lottare per la 5ª posizione, sarà costretto al ritiro per un problema alla trasmissione.
Come già accaduto in Argentina, le due Forti di Diniz e Moreno non vengono classificate, essendo giunte al traguardo con 7 giri di ritardo dal vincitore e non avendo quindi completato il 90% della distanza totale. 
| Pos | N. | Pilota                 | Costruttore/Motore | Giri | Tempo/Ritiro     | Griglia | Punti |
| --- | -- | ---------------------- | ------------------ | ---- | ---------------- | ------- | ----- |
| 1   | 5  | Damon Hill             | Williams-Renault   | 63   | 1:41:42.522      | 4       | 10    |
| 2   | 27 | Jean Alesi             | Ferrari            | 63   | +18.510          | 5       | 6     |
| 3   | 28 | Gerhard Berger         | Ferrari            | 63   | +43.116          | 2       | 4     |
| 4   | 6  | David Coulthard        | Williams-Renault   | 63   | +51.890          | 3       | 3     |
| 5   | 8  | Mika Häkkinen          | McLaren-Mercedes   | 62   | +1 Giro          | 6       | 2     |
| 6   | 30 | Heinz-Harald Frentzen  | Sauber-Ford        | 62   | +1 Giro          | 14      | 1     |
| 7   | 2  | Johnny Herbert         | Benetton-Renault   | 61   | +2 Giri          | 8       |       |
| 8   | 15 | Eddie Irvine           | Jordan-Peugeot     | 61   | +2 Giri          | 7       |       |
| 9   | 26 | Olivier Panis          | Ligier-Mugen-Honda | 61   | +2 Giri          | 12      |       |
| 10  | 7  | Nigel Mansell          | McLaren-Mercedes   | 61   | +2 Giri          | 9       |       |
| 11  | 25 | Aguri Suzuki           | Ligier-Mugen-Honda | 60   | +3 Giri          | 16      |       |
| 12  | 23 | Pierluigi Martini      | Minardi-Ford       | 59   | +4 Giri          | 18      |       |
| 13  | 9  | Gianni Morbidelli      | Footwork-Hart      | 59   | +4 Giri          | 11      |       |
| 14  | 24 | Luca Badoer            | Minardi-Ford       | 59   | +4 Giri          | 20      |       |
| NC  | 21 | Pedro Diniz            | Forti-Ford         | 56   | Non classificato | 26      |       |
| NC  | 22 | Roberto Moreno         | Forti-Ford         | 56   | Non classificato | 25      |       |
| Ret | 29 | Karl Wendlinger        | Sauber-Ford        | 43   | Ruota            | 21      |       |
| Ret | 16 | Bertrand Gachot        | Pacific-Ford       | 36   | Cambio           | 22      |       |
| Ret | 11 | Domenico Schiattarella | Simtek-Ford        | 35   | Sospensioni      | 23      |       |
| Ret | 14 | Rubens Barrichello     | Jordan-Peugeot     | 31   | Trasmissione     | 10      |       |
| Ret | 3  | Ukyo Katayama          | Tyrrell-Yamaha     | 23   | Testacoda        | 15      |       |
| Ret | 4  | Mika Salo              | Tyrrell-Yamaha     | 19   | Motore           | 13      |       |
| Ret | 17 | Andrea Montermini      | Pacific-Ford       | 15   | Cambio           | 24      |       |
| Ret | 12 | Jos Verstappen         | Simtek-Ford        | 14   | Cambio           | 17      |       |
| Ret | 10 | Taki Inoue             | Footwork-Hart      | 12   | Testacoda        | 19      |       |
| Ret | 1  | Michael Schumacher     | Benetton-Renault   | 10   | Incidente        | 1       |       |

## Classifiche Mondiali

### Piloti
| Pos | Pilota                | Punti |
| --- | --------------------- | ----- |
| 1   | Damon Hill            | 20    |
| 2   | Michael Schumacher    | 14    |
| 3   | Jean Alesi            | 14    |
| 4   | David Coulthard       | 9     |
| 5   | Gerhard Berger        | 9     |
| 6   | Mika Häkkinen         | 5     |
| 7   | Johnny Herbert        | 3     |
| 7   | Heinz-Harald Frentzen | 3     |
| 9   | Mark Blundell         | 1     |

### Costruttori
| Pos | Team             | Punti |
| --- | ---------------- | ----- |
| 1   | Williams-Renault | 23    |
| 2   | Ferrari          | 23    |
| 3   | Benetton-Renault | 7     |
| 4   | McLaren-Mercedes | 6     |
| 5   | Sauber-Ford      | 3     |